# 정보시스템 마스터플랜
정보시스템 마스터플랜 (ISMP, Information System Master Plan)은 특정 SW 개발 사업에 대한 상세분석과 제안 요청서를 마련하기 위해 비즈니스 및 정보기술에 대한 현황과 요구사항을 분석하고 기능점수 도출이 가능한 수준까지 기능적/기술적 요건을 상세히 기술하며, 구축 전략 및 이행 계획을 수립하는 활동이다.

## 정의
조직에 적합한 정보화사업을 도출한다는 측면에서 ISMP는 정보전략계획(ISP, Information Strategy Planning)과 유사한 면을 보인다. 일반적으로 ISP는 조직의 경영목표 전략을 효과적으로 지원하기 위한 정보화전략 및 비전을 정의하고 IT 사업과제 도출 및 로드맵을 수립하는 활동이다. 따라서 ISP는 수행범위에 있어 전사 정보시스템을 포괄하므로 특정 SW사업에 대한 요구사항 분석 및 제안 요청서 작성과 직접적으로 연관되지 않는다. 이에 반해  ISMP는 특정 SW사업, 정보시스템에 대한 요구사항을 상세히 기술함으로써 제안 요청서 작성 및 구축사업 계획을 수립한다는 점에서 차이를 보인다. ISMP는 대부분의 공공부문 SW사업에 적용해야 하나, 후속 구축사업의 비용 및 업무 측면에서 효율성을 평가하여 적용여부를 결정한다.
EA(전사적 아키텍처, Enterprise Architecture)/ITA(정보 기술 아키텍처, Information Technology Architecture)는 새롭게 발생하는 비즈니스 요구와 IT에 따라 주먹구구식으로 구성해 온 각종정보 시스템을 효과적으로 재편, 비즈니스와 전산정보 자원 간 유연한 융합을 꾀하기 위한 청사진으로서 현행 아키텍처와 목표 아키텍처를 수립하며, 목표 아키텍처를 달성하기 위한 이행계획을 수립한다. ISP는 IT 방향과 계획을 제시하는 CIO 차원이라면, EA/ITA는 CEO의 진두지휘 하에 전사 차원의 구성 요소들을 정의하고 부족한 것을 메워나가며 개선하는 측면이다. ISMP는 EA/ITA의 목표 아키텍처 구조 하에, IT 방향 및 계획과 일치하도록 특정 사업의 구축 목표 및 방향을 수립하고 사용자 및 시스템 요구사항을 기술한다.

## 체계
정보시스템 마스터플랜 방법론은 총 다섯 단계로 구성되며, 구성 단계가 반복적으로 여러 번 수행되는 것이 아니라 하나의 사업으로 마무리될 수 있도록 한 사이클만 수행되는 것으로 설계하였다. 각 단계는 세부 수행활동으로 구성되며 필수 활동과 선택 활동으로 구분된다.
1. 프로젝트 착수 및 참여자 결정
2. 정보시스템 방향성 수립
3. 비즈니스 및 정보기술 요건 분석
4. 정보시스템 구조 및 요건 정의
5. 정보시스템 구축사업 이행방안 수립

## ISP 방법론과의 차이
- ISP 방법론 연구에 따르면 국내의 ISP 방법론들은 세부적인 수행절차의 차이는 있으나 전반적인 구조와 방법은 유사하며, 방법론들 간에 공통적인 정보전략계획 수립 절차는 환경 분석, 업무 분석, 정보 시스템 분석, 정보 모델 설계, 정보 아키텍처 설계, 그리고 이행계획 수립이다. 이를 반영하여 수립된 SW사업대가의 기준상의 정보전략계획 수립 업무와 ISMP 방법론의 차이점은 다음과 같다.

- 환경 분석 활동의 유무: ISP 방법론은 자사·경쟁사(유관기관)·고객의 특성을 분석(경영환경분석)하고 최근 정보기술 동향을 분석하여 조직의 경영목표 전략을 확인하고, 이를 토대로 현재의 업무 및 정보시스템을 분석하며 정보화 전략을 수립한다. 이에 반해 ISMP 방법론은 ISP 사업 등에서 기 수립된 정보화 전략을 검토하여 SW사업의 구축 방향과 일치시킬 뿐 조직의 경영목표 전략을 분석하는 환경 분석 활동은 필요하지 않다.

- 업무 및 정보시스템 분석 관점의 차이: ISP 방법론은 환경 분석을 통해 확인된 조직의 경영목표 전략을 기준으로 업무 및 정보시스템의 문제점 및 개선 방향을 분석하는 반면, ISMP 방법론은 SW사업 범위 내의 업무 및 정보시스템의 현황을 파악하고 사용자 요구사항을 도출한다.

- 설계 대상 차이: ISP 방법론의 설계 대상은 정보화전략, 업무 프로세스, 정보시스템 구조 및 정보관리 조직 체계로써, 개선 방향 및 이행과제에 대해 정의한다. 반면, ISMP 방법론은 특정 SW사업에 대한 사용자 및 비즈니스의 기능 요구사항·기술 요구사항·비기능 요구사항(성능, 품질, 보안)·프로젝트 지원 요구사항을 상세 설계한다.

- 제안요청서 상세화 수준의 차이: ISP 방법론은 이행과제의 구축대상 및 적용 기술을 제안 요청서에 정의하는 정도의 수준이지만, ISMP 방법론은 구축되어야 하는 기능의 입출력정보와 절차, 기능검증 요건까지 기술함으로써 기능점수 도출이 가능한 레벨까지 상세화 한다. 또한 ISMP 방법론은 기능 요구사항 외에도 기술 요구사항·비기능 요구사항(성능, 품질, 보안)·프로젝트 지원 요구사항에 대해 객관적인 지표로 측정 가능하도록 요구사항을 기술하거나 검증 요건을 함께 기술한다.